# The Celebrity Apprentice
A The Celebrity Apprentice (később The New Celebrity Apprentice, amikor már nem Donald Trump vezette) a népszerű The Apprentice című reality show híresség-orientált spin-off sorozata volt, amely 2008-ban kezdte pályafutását. Korábban Donald Trump volt a műsorvezető, de 2016-2017 táján Arnold Schwarzeneggerre váltották le.

## Cselekmény
Az eredeti műsorhoz hasonlóan ide is beválogattak embereket (ez esetben jól ismert hírességeket), és különféle jótékonysági szervezeteknek kell pénzt gyűjteniük. Aki a legtöbb pénzt nyeri, annak kell az összeget átadnia az általa kiválasztott szervezetnek. A legtöbb valóságshow-hoz hasonlóan itt is kiszavaznak egyes versenyzőket, és Donald Trump (vagy a későbbi évadok során Arnold Schwarzenegger) kimondja, hogy "You're fired!". Ez a kifejezés mára szállóige lett,sokan ezzel az egy mondattal azonosítják a műsort, és időnként magát Trumpot is.

## Közvetítés
8 évadot élt meg 90 epizóddal. Az anya-sorozathoz hasonlóan ez a spin-off is népszerűnek számított. 60 vagy 120 perces egy epizód. A főcímdalért a The O'Jays együttes felelt. Amerikában az NBC vetítette 2008. január 3.-tól 2017. február 13.-ig. A népszerűség különféle paródiákat is szült, például még "felnőtt" film paródia is készült a műsorból. Az újabb évadok (a "The New Celebrity Apprentice") azonban már népszerűtlennek számítottak, ezért is hagyták abba 2017-ben a műsor gyártását.